# Скопска Блатија
Скопска Блатија или само Блатија (мкд. Скопска Блатија или само Блатија), област је у источном делу Скопског поља са леве стране реке Вардар у околини Катлановског Блата па се претпоставља да је отуд добила име.
Блатија се налази у општини Петровец и делу општине Зелениково.
На западу област се граничи са градом Скопље, на југу са Торбешијом, са истока и југоистока со Таорска клисура и Велешки регион, а на север са општином Илинден.